# ヴィテプスク公
ヴィテプスク公（ベラルーシ語: Князі віцебскія、ロシア語: Князь Витебский）は、ヴィテプスク公国の君主の称号である（「公」は「クニャージ」からの訳出による）。称号と公国の名は首都であったヴィテプスク（現ベラルーシのヴィーツェプスク）による。
歴代ヴィテプスク公の大多数はヴィテプスク公家の出身である。ヴィテプスク公家はポロツク公国の公の家系から派生した家門であり、ポロツク公・フセスラフの子のうちの1人、スヴャトスラフを祖とする。彼の子孫はヴィテプスク公国を治め、同じくポロツク公国から派生した他の公家と争った。ヴィテプスク公家の血を引く最後の公はヤロスラフ・ヴァシリエヴィチである。ヤロスラフは1320年に死去し、家系は途絶えた。娘のマリーヤはリトアニア公・アルギルダスと結婚した。
（留意事項）
- 本頁の人名・地名は現地の言語の音写よりも、日本語表記として一般的と思われるもの、また歴史学的文献に用いられているものを優先して表記している。
- 各人物は、文献によっては「～世」・「～公」等の数えや通称の併記、あるいは洗礼名での表記などにより、異なる表記がなされている可能性がある。

各人物の詳細は各頁を参照。

## ヴィテプスク公の一覧
- スヴャトスラフ・フセスラヴィチ（在位：1101年 - 1129年）
- ヴァシリコ・スヴャトスラヴィチ?（在位：1129年 - 1132年）
- フセスラフ・ヴァシリコヴィチ（在位：1132年 - 1162年）
- ロマン・ブリャチスラヴィチ（在位：1162年 - 1165年）
- ダヴィド・ロスチスラヴィチ（在位：1165年 - 1167年）:スモレンスク公家の出身
- ブリャチスラフ・ヴァシリコヴィチ（在位：1168年 - 1175年）
- フセスラフ・ヴァシリコヴィチ（在位：1175年 - 1178年）：再任
- ブリャチスラフ・ヴァシリコヴィチ（在位：1178年 - 1181年）：再任
- フセスラフ・ヴァシリコヴィチ（在位：1180年 - 1186年）：再々任
- ヴァシリコ・ブリャチスラヴィチ（在位：1186年 - 1221年）
- ブリャチスラフ・ヴァシリコヴィチ（在位：1221年 - 1232年）:※上記の同名の人物とは別人
- イジャスラフ・ブリャチスラヴィチ?（在位：1232年 - 1262年）
- コンスタンチン（在位：1262年 - 1263年）
- イジャスラフ・ブリャチスラヴィチ（在位：1264年）
- ミハイル・コンスタンチノヴィチ（在位：1270年 - 1280年もしくは1297年）
- ヴァシリコ・ブリャチスラヴィチ（在位：1280年もしくは1297年 - 1297年）:※上記の同名の人物とは別人
- ヤロスラフ・ヴァシリエヴィチ（在位：1297年 - 1320年）
- アルギルダス（在位：1320年 - 1377年）
- イウリアニヤ・アレクサンドロヴナ（在位：1377年 - 1393年）※ユリヤナ、洗礼名マリーナ等の呼称もある。
- ヴィータウタス（在位：1393年）